# ФК Университатя Клуж
ФК „Университатя“ (на румънски: Fotbal Club Universitatea Cluj) е футболен отбор от град Клуж, Румъния, създаден през 1919 г.
Тимът играе в най-високото ниво на румънския футбол - Лига I. По традиция клубът играе с черно-бели екипи макар през годините да е имало и червено в екипите. Играе на стадион „Йон Мойна“ 89 години, после се мести на „Арена Клуж“, построена на мястото на стария стадион. Клубът се нарича „червените шапки“, защото студентите от Университета по Медицина в Клуж носят такива. Като цяло Университатя се счита за най-успешния отбор в Трансилвания, но в последно време тази репутация е застрашена от добрите представяния на ЧФР Клуж. Тимът е печелил веднъж купата на Румъния

## Срещи с български отбори
„Университатя“ се е срещал с български отбори в официални и приятелски срещи.

### „Левски“
С Левски (София) се е срещал в двубой от турнира за купата на УЕФА във фаза 1/32 финал през 1972-73. Мачът в Клуж завършва с победа 4:1 за „Университатя“, а този в София със същия резултат, но в полза на „Левски“. В продълженията обаче „Левски“ печели с 5:1 .

### „Лудогорец“
С „Лудогорец“ се е срещал в приятелски мач. Той е бил на 18 февруари 2012 г. в Турция като срещата завършва 1-0 за „Университатя“ .

## Успехи
- Лига I:
  -  Сребърен медал (1): 1932/33
  -  Бронзов медал (2): 1933/34 (група 1), 1971/72

- Лига II:
  -  Шампион (2): 1950, 1957/58, 1978/79, 1984/85, 1991/92, 2006/07

- Лига III:
  -  Шампион (1): 2017/18

- Купа на Румъния:
  -  Носител (1): 1964/65
  -  Финалист (5): 1933/34, 1941/42, 1948/49, 2014/15, 2022/23

- Купа на Лигата:
  -  Финалист (1): 1998
- Купа на Бесарабия:
  - 1/2 финалист (1): 1941/42

## Предишни имена
| Години    | Име |
| --------- | --- |
| 1919–1940 | ССС Университатя Клуж (Спортно Общество на Студентите в Университета в Клуж) (Societatea Sportivă a Studenților Universitari Cluj) |
| 1940–1945 | Университатя Клуж-Сибиу (Universitatea Cluj-Sibiu)                                                                                 |
| 1946–1948 | Щиинца Клуж (Наука Клуж) (Știința Cluj)                                                                                            |
| 1948–1950 | ЧСУ Клуж (CSU Cluj) |
| 1950–1956 | Щиинца Клуж (Știința Cluj) |
| 1966–1994 | Университатя Клуж (Universitatea Cluj)                                                                                             |
| 1994–2015 | АС ФК Университатя Клуж (AS FC Universitatea Cluj)                                                                                 |
| 2016–2017 | АЧС Алб-Негру (Черно-белите) ал Студенцилор Клужен (ACS Alb-Negru al Studenților Clujeni)                                          |
| 2017–     | ФК Университатя Клуж (FC Universitatea Cluj)                                                                                       |

## Български футболисти
- Пламен Крумов: 2012-есен (13 мача - 0 гола)
- Радослав Димитров: 2023 (7 мача - 0 гола)